# Сенява (Любуське воєводство)
Сенява (пол. Sieniawa) — село в Польщі, у гміні Лаґув Свебодзінського повіту Любуського воєводства.
Населення — 964 особи (2011).
У 1975-1998 роках село належало до Зеленогурського воєводства.

## Демографія
Демографічна структура станом на 31 березня 2011 року:
|          | Загалом | Допрацездатний вік | Працездатний вік | Постпрацездатний вік |
| -------- | ------- | ------------------ | ---------------- | -------------------- |
| Чоловіки | 478     | 102                | 337              | 39                   |
| Жінки    | 486     | 100                | 292              | 94                   |
| Разом    | 964     | 202                | 629              | 133                  |